# Liste der Biografien/Rop
Liste der Biografien |
Portal Biografien |
Personensuche
# |
A |
B |
C |
D |
E |
F |
G |
H |
I |
J |
K |
L |
M |
N |
O |
P |
Q |
R |
S |
T |
U |
V |
W |
X |
Y |
Z |
?
 
Ra |
Rb |
Rd |
Re |
Rh |
Ri |
Rj |
Rk |
Rl |
Rm |
Rn |
Ro |
Rr |
Rs |
Rt |
Ru |
Rv |
Rw |
Rx |
Ry |
Rz
 
Roa |
Rob |
Roc |
Rod |
Roe |
Rof |
Rog |
Roh |
Roi |
Roj |
Rok |
Rol |
Rom |
Ron |
Roo |
Rop |
Roq |
Ror |
Ros |
Rot |
Rou |
Rov |
Row |
Rox |
Roy |
Roz 
Die Liste der Biografien führt alle Personen auf, die in der deutschsprachigen Wikipedia einen Artikel haben. Dieses ist eine Teilliste mit 103 Einträgen von Personen, deren Namen mit den Buchstaben „Rop“ beginnt.

## Rop
- Rop, Albert (* 1992), bahrainischer Langstreckenläufer kenianischer Herkunft
- Rop, Anton (* 1960), slowenischer Politiker
- Rop, Julius Kiptum (* 1977), kenianischer Marathonläufer
- Rop, Rodgers (* 1976), kenianischer Marathonläufer

### Ropa
- Ropac, Marlene (* 1960), österreichische Kulturmanagerin
- Ropac, Thaddaeus (* 1960), österreichischer Galerist
- Ropală Cicherschi, Maria (1881–1973), rumänische Medizinerin und erste europäische Forensikerin
- Ropartz, Joseph Guy (1864–1955), französischer Komponist und Dirigent
- Ropati, Le Mamea (* 1945), samoanischer Politiker und Häuptling
- Ropatsch, Valentina (* 2003), österreichische Eishockeyspielerin

### Ropc
- Röpcke, Andreas (* 1946), deutscher Archivar, Direktor des Landeshauptarchivs Schwerin
- Röpcke, Bernd (* 1951), deutscher Fußballspieler
- Röpcke, Lilli (* 2000), deutsche Handballspielerin
- Röpcke, Lotta (* 2004), deutsche Handballspielerin
- Röpcke, Thies (* 1954), deutscher Tennisspieler
- Röpcke, Uta (* 1965), deutsche Politikerin (Bündnis 90/Die Grünen)
- Röpcke, Willy (1879–1945), deutscher Jurist und Kommunalpolitiker

### Rope
- Ropė, Bronis (* 1955), litauischer Politiker, MdEP
- Rope, Donald (1929–2009), kanadischer Eishockeyspieler
- Rope, Ellen Mary (1855–1934), britische Bildhauerin
- Röpe, Georg Heinrich (1836–1896), deutscher evangelischer Geistlicher und Theologe
- Rope, Jennifer (* 1973), spanische Schauspielerin, Fernsehmoderatorin und ein Model
- Rope, M. E. Aldrich (1891–1988), englische Glasmalerin
- Rope, Margaret Agnes (1882–1953), englische Glasmalerin
- Ropek, Jiří (1922–2005), tschechischer Organist, Komponist und Musikpädagoge
- Ropek, Rudolf (* 1970), tschechischer Orientierungsläufer
- Röpenack, Heinrich Christoph (1847–1913), deutscher Musiker, Dirigent, deutscher Militärmusiker, Königlich Sächsischer Musikdirektor
- Roper, Bill (* 1965), US-amerikanischer Spieleentwickler
- Röper, Burkhardt (1915–1991), deutscher Ökonom und Hochschullehrer
- Roper, Christine (* 1990), kanadische Ruderin
- Roper, Daniel C. (1867–1943), US-amerikanischer Politiker
- Roper, Darcy (* 1998), australischer Leichtathlet
- Roper, Don (1922–2001), englischer Fußballspieler
- Röper, Erich (1884–1957), deutscher Mediziner und Politiker (DVP, FDP), MdHB
- Röper, Erich (1939–2024), deutscher Jurist
- Roper, Esther (1868–1938), englisch-britische Suffragette
- Röper, Horst (* 1952), deutscher Medienwissenschaftler
- Röper, Ingo (* 1945), deutscher Leichtathlet
- Röper, Johannes August Christian (1801–1885), deutscher Mediziner, Botaniker und Bibliothekar
- Roper, John († 1895), britischer Entdeckungsreisender in Australien
- Roper, John, Baron Roper (1935–2016), britischer Politiker, Mitglied des House of Commons
- Roper, Lyndal (* 1956), australische Historikerin, Professorin in Oxford
- Roper, Margaret (1505–1544), englische ÜbersetzerinMargaret Roper (1505–1544)

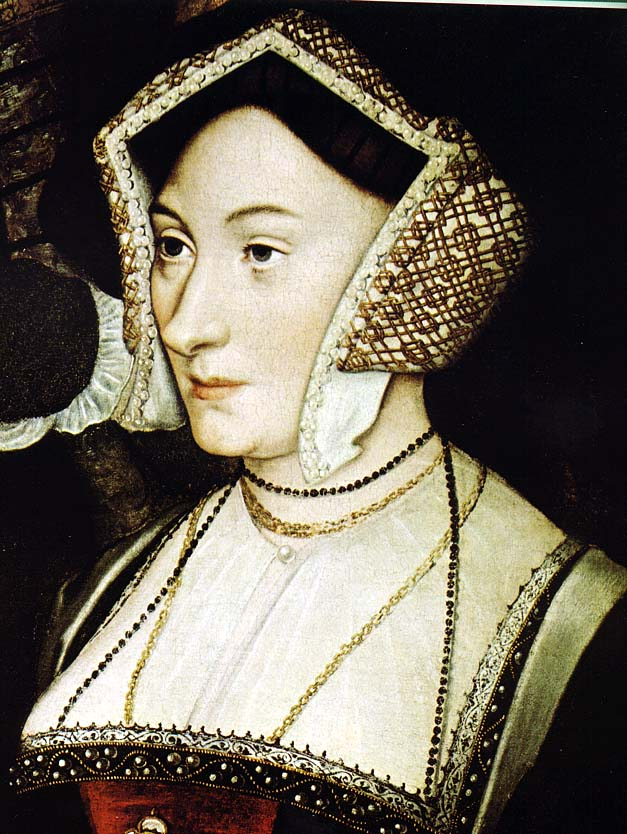
Margaret Roper (1505–1544)

- Roper, Marion (1910–1991), US-amerikanische Wasserspringerin
- Roper, Mark (* 1958), südafrikanischer Film- und Fernsehregisseur und Drehbuchautor
- Roper, Miryam (* 1982), deutsch-panamaische Judoka
- Roper, Nancy (1918–2004), englische Pflegewissenschaftlerin
- Röper, Thomas (* 1971), deutscher Sachbuchautor und Blogger
- Röper, Ursula (1944–2007), deutsche Politikerin (CDU), MdL
- Roper, William († 1578), englischer Biograf und Parlamentsabgeordneter
- Roper, William (* 1955), US-amerikanischer Jazzmusiker und Komponist
- Röper-Kelmayr, Julia (* 1975), österreichische Ärztin und Politikerin (SPÖ), Landtagsabgeordnete
- Ropers, Claus (* 1977), deutscher Festkörperphysiker
- Ropers, Frank (* 1946), deutscher VizeadmiralFrank Ropers (* 1946)

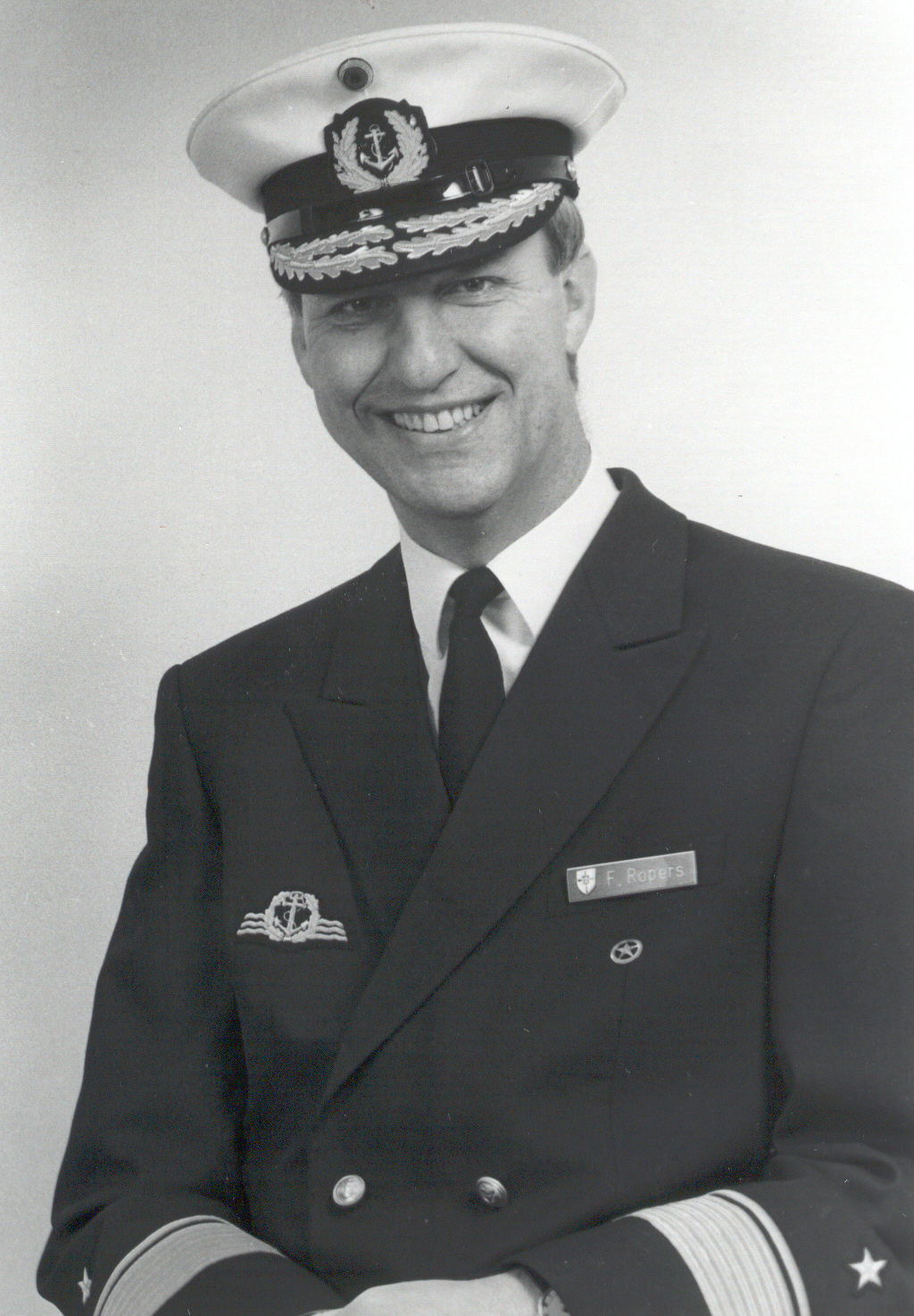
Frank Ropers (* 1946)

- Ropers, Wilhelm (1908–1949), deutscher Politiker (SPD), MdHB
- Röpert, Georg Christoph von (1743–1819), mecklenburgischer Gutsbesitzer und Freimaurer
- Ropertz, Günter (* 1930), deutscher Badmintonspieler

### Roph
- Rophé, Pascal (* 1960), französischer Dirigent

### Ropk
- Röpke, Andrea (* 1965), deutsche Politologin und Journalistin
- Röpke, Georg-Wilhelm (* 1917), deutscher Lehrer, Schulleiter und Heimatforscher
- Röpke, Gerd (* 1941), deutscher theoretischer Physiker und Hochschullehrer
- Røpke, Gunnar, dänischer Radrennfahrer
- Röpke, Karin (* 1955), deutsche Politikerin (SPD)
- Røpke, Kenneth (* 1965), dänischer Radrennfahrer
- Röpke, Kurt (1896–1966), deutscher General der Infanterie
- Røpke, Marie (* 1987), dänische Badmintonspielerin
- Röpke, Reinhard (1930–1993), deutscher Unternehmer
- Röpke, Rolf, deutscher Hörfunkmoderator
- Röpke, Rolf (* 1936), deutscher Fußballspieler
- Röpke, Stefan (* 1971), deutscher Psychiater und Psychotherapeut
- Röpke, Thomas (1934–2022), deutscher Mediziner
- Röpke, Ulrich Wilhelm (* 1959), deutscher Maler und Grafiker
- Röpke, Wilhelm (1873–1956), deutscher Maler und Radierer
- Röpke, Wilhelm (1873–1945), deutscher Chirurg in Wuppertal
- Röpke, Wilhelm (1899–1966), deutscher Volkswirtsprofessor, einer der geistigen Väter der Sozialen MarktwirtschaftWilhelm Röpke (1899–1966)

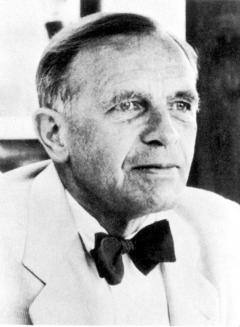
Wilhelm Röpke (1899–1966)

### Ropn
- Röpnack, Helmut (1884–1935), deutscher Fußballspieler

### Ropo
- Ropo-Junnila, Ringa (* 1966), finnische Leichtathletin
- Ropohl, Günter (1939–2017), deutscher Technikphilosoph und Ingenieur
- Ropohl, Udo (* 1948), deutscher Technikphilosoph, Soziologe und Hochschullehrer
- Roponen, Riitta-Liisa (* 1978), finnische Skilangläuferin
- Röportaj Adam (* 1992), türkischer Schauspieler und You-Tuber
- Ropotan, Adrian (* 1986), rumänischer Fußballspieler

### Ropp
- Ropp, Christoph von der, russischer General
- Ropp, Christoph von der (1904–1990), deutscher Journalist, Schriftsteller und Verleger
- Ropp, Eduard von der (1851–1939), Comes Romanus, Erzbischof von Mogiljow, Metropolit von Russland
- Ropp, Goswin von der (1850–1919), deutscher Historiker
- Ropp, Inge von der (1919–1989), deutsche Architekturfotografin
- Ropp, Klaus von der (* 1938), Jurist, Autor, politischer Berater
- Ropp, Theodore (1911–2000), US-amerikanischer Militärhistoriker
- Ropp, Will (* 1994), amerikanischer Schauspieler
- Röppänen, Mauri (* 1946), finnischer Biathlet und Sportschütze
- Roppel, Jewgenija (* 1976), kirgisische Biathletin
- Roppelt, Andreas (1890–1961), deutscher Politiker (CDU), MdL Rheinland-Pfalz
- Roppert, Alois (1934–2022), österreichischer Politiker (SPÖ), Abgeordneter zum Nationalrat
- Roppertz, Maria (* 1936), deutsche Autorin
- Röppnack, Philipp (* 1989), deutscher Fußballspieler
- Roppolo, Leon (1902–1943), US-amerikanischer Jazz-Klarinettist und Saxophonist
- Roppolt, Lydia (1922–1995), österreichische Malerin

### Ropr
- Ropret, Anže (* 1989), slowenischer Eishockeyspieler
- Ropret, Bojan (* 1957), jugoslawischer Radrennfahrer

### Rops
- Rops, Félicien (1833–1898), belgischer Graphiker und IllustratorFélicien Rops (1833–1898)

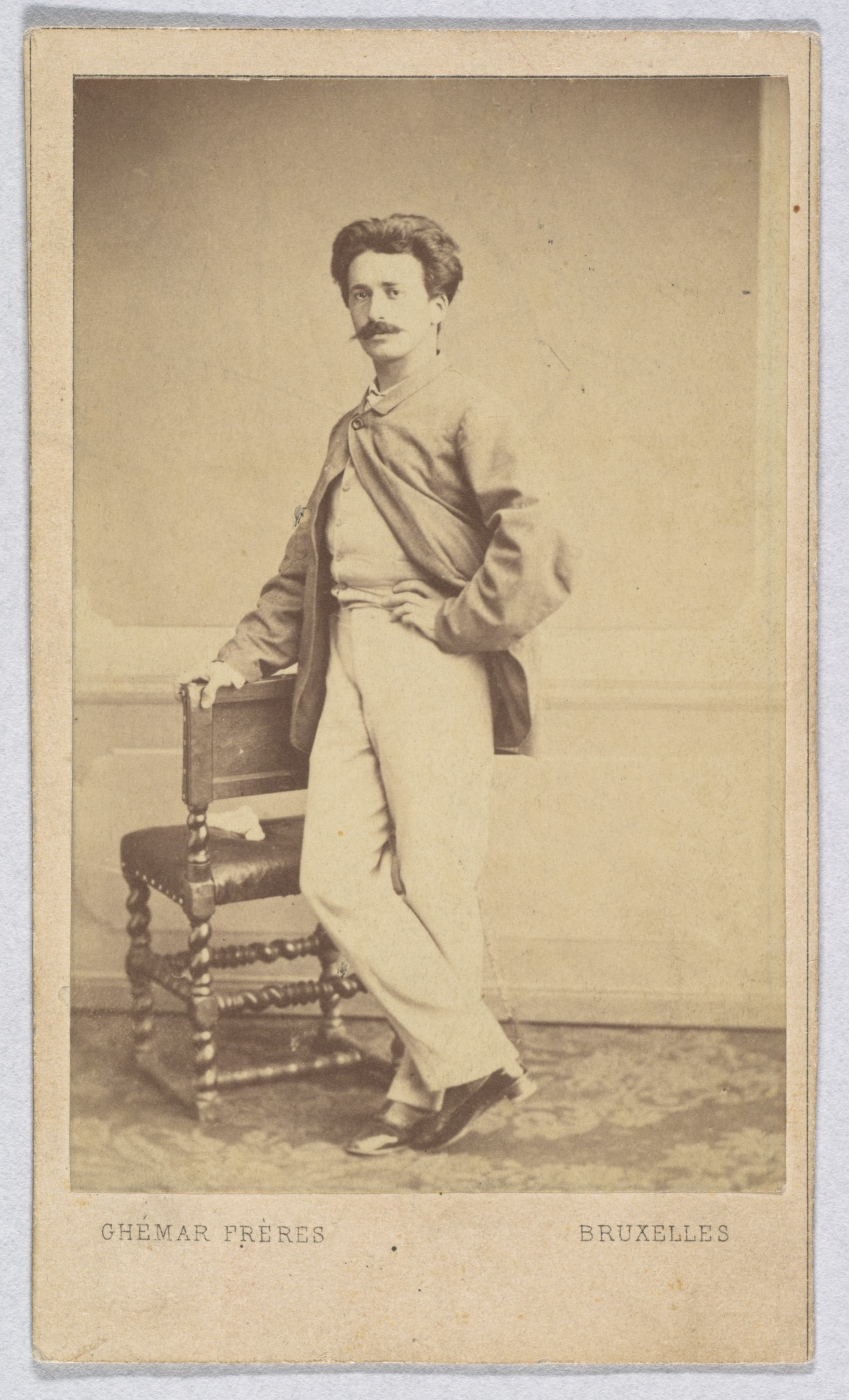
Félicien Rops (1833–1898)

- Ropschütz, Naftali von (1760–1827), galizischer Rabbiner, Chassid
- Ropstad, Kjell Ingolf (* 1985), norwegischer Politiker, Mitglied des Storting